# Theodora Thayer
Theodora Thayer (1868-1905) foi uma pintora americana mais conhecida pelas suas miniaturas.
Estudou com Joseph DeCamp em Boston.
Thayer lecionou na New York School of Art e na Art Students League e foi membro fundadora da American Society of Miniature Painters.
“O seu belo retrato de Bliss Carman é considerado uma das conquistas memoráveis da pintura em miniatura americana.”